# Mihály Bíró
Mihály Bíró, també conegut com a Dániel Bíró, (Budapest, 27 de setembre de 1919 - Budapest, juny de 1970) fou un futbolista hongarès de la dècada de 1930.
Pel que fa a clubs, formà part del Ferencvárosi TC. Fou convocat amb la selecció hongaresa per disputar el Mundial de 1938, però no arribà a disputar cap partit amb la samarreta nacional.